# Pierre Paquin (sciatore)
Pierre Paquin (Neuilly-sur-Seine, 23 agosto 1979) è un ex sciatore alpino francese.

## Biografia
Originario di Val-d'Isère e attivo in gare FIS dal dicembre del 1994, Paquin esordì in Coppa Europa il 10 dicembre 1995 a Donnersbachwald in slalom speciale e in Coppa del Mondo il 20 gennaio 2000 ad Adelboden nella medesima specialità, in entrambi i casi senza completare la prova. Il 30 novembre 2006 conquistò a Beaver Creek in supercombinata il miglior piazzamento in Coppa del Mondo (11º) e ai successivi Mondiali di Åre 2007, sua unica presenza iridata, non completò la supercombinata.
L'8 novembre 2007 conquistò a Landgraaf in slalom speciale indoor l'unico podio in Coppa Europa (3º) e il 20 gennaio 2008 bissò il suo miglior piazzamento in Coppa del Mondo, classificandosi nuovamente 11º a Kitzbühel in combinata. Prese per l'ultima volta il via in Coppa del Mondo il 22 febbraio 2009 a Sestriere in supercombinata (18º) e si ritirò al termine di quella stessa stagione 2008-2009; la sua ultima gara fu uno slalom speciale FIS disputato il 3 aprile a Les Arcs e non completato da Paquin.

## Palmarès

### Coppa del Mondo
- Miglior piazzamento in classifica generale: 74º nel 2008

### Coppa Europa
- Miglior piazzamento in classifica generale: 45º nel 2006
- 1 podio:
  - 1 terzo posto

### South American Cup
- Miglior piazzamento in classifica generale: 54º nel 2008
- 2 podi:
  - 2 terzi posti

### Campionati francesi
- 8 medaglie:
  - 4 ori (combinata[senza fonte] nel 2005; discesa libera, supercombinata nel 2007; supercombinata nel 2008)
  - 2 argenti (slalom speciale nel 2005; supergigante nel 2009)
  - 2 bronzi (discesa libera nel 2005; supercombinata nel 2009)